# چارلز ایدمن
چارلز ایدمن (انگلیسی: Charles Aidman; ۲۱ ژانویهٔ ۱۹۲۵ – ۷ نوامبر ۱۹۹۳) یک هنرپیشه اهل ایالات متحده آمریکا بود.
از فیلم‌ها یا برنامه‌های تلویزیونی که وی در آن نقش داشته‌است می‌توان به دالاس، مرد عوضی، فضای درون، کوجک، شمارش معکوس و کاچ اشاره کرد.